# Bail Hongal
Bail Hongal är en ort i Indien.   Den ligger i distriktet Belgaum och delstaten Karnataka, i den sydvästra delen av landet, 1 400 km söder om huvudstaden New Delhi. Bail Hongal ligger 687 meter över havet och antalet invånare är 47 063.
Terrängen runt Bail Hongal är platt. Runt Bail Hongal är det tätbefolkat, med 369 invånare per kvadratkilometer. Det finns inga andra samhällen i närheten. Trakten runt Bail Hongal består till största delen av jordbruksmark.